# Флорес, Вальтер
Вальтер Альберто Флорес Кондарсо (исп. Wálter Alberto Flores Condarco; родился 28 октября 1978 года, Оруро, Боливия) — боливийский футболист, выступавший на позиции полузащитника.

## Клубная карьера
Флорес — воспитанник клуба «Сан-Хосе Оруро» из своего родного города. В 2000 году он дебютировал за команду в чемпионате Боливии. В клубе Вальтер провёл шесть сезонов и сыграл более ста матчей. В 2006 году Флорес покинул родную команду и немного поиграл за «Реал Потоси». По окончании сезона он перешёл в «Стронгест». В 2009 году Вальтер подписал контракт с клубом «Боливар». В первом же сезоне он помог новой команде выиграть чемпионат. 21 апреля 2010 года в поединке Кубка Либертадорес против перуанского «Хуан Аурич» Вальтер забил свой первый гол за клуб. 27 февраля 2011 года в матче против «Гуабиры» Флорес забил свой первый гол за «Боливар» в чемпионате. В составе команды он ещё четыре раза стал чемпионом страны.

## Международная карьера
В 2004 году Флорес был включён в заявку сборной Боливии на участие в Кубке Америки в Перу. 10 июля в матче против сборной Колумбии он дебютировал за национальную команду, также на турнире Вальтер сыграл в поединке против сборной Венесуэлы.
В 2011 году Флорес во второй раз принял участие в Кубке Америки в Аргентине. На турнире он сыграл в поединках против команд Коста-Рики и Аргентины. 11 октября того же года в отборочном матче чемпионата мира 2014 против Колумбии Вальтер забил свой первый гол за сборную.

### Голы за сборную Боливии
| # | Дата            | Место                          | Противник | Счёт | Результат | Соревнование                     |
| - | --------------- | ------------------------------ | --------- | ---- | --------- | -------------------------------- |
| 1 | 11 октября 2011 | Эрнандо Силес, Ла-Пас, Боливия | Колумбия  | 1:1  | 1:2       | Чемпионат мира 2014 квалификация |

## Достижения
Командные
 «Боливар»
- Чемпионат Боливии по футболу — Апертура 2009
- Чемпионат Боливии по футболу — 2011
- Чемпионат Боливии по футболу — Клаусура 2013
- Чемпионат Боливии по футболу — Апертура 2014
- Чемпионат Боливии по футболу — Клаусура 2015